# خانواده نیک‌اختر
خانوادهٔ نیک‌اختر رمان طنزی‌ست از ایرج پزشک‌زاد که نخستین بار در مرداد ۱۳۸۰ منتشر شد. این رمان روایت مهاجرت خانواده‌ای ایرانی به غرب است. نسخهٔ کامل و بدون سانسور کتاب در زمستان ۱۳۸۳ توسط شرکت کتاب در لس‌آنجلس منتشر شد.